# Datas erste Liebe
Datas erste Liebe (Originaltitel: In Theory) ist die 25. Folge der vierten Staffel der US-amerikanischen Science-Fiction-Fernsehserie Raumschiff Enterprise – Das nächste Jahrhundert. Sie wurde in den Vereinigten Staaten über Syndication vermarktet und erstmals am 3. Juni 1991 auf verschiedenen Fernsehsendern ausgestrahlt. In Deutschland war sie zum ersten Mal am 23. März 1994 in einer synchronisierten Fassung auf Sat.1 zu sehen.

## Handlung
Im Jahr 2367 bei Sternzeit 44932.3 untersucht die Enterprise einen Nebel aus dunkler Materie. Der zweite Offizier, der Android Data, modifiziert hierfür einen Photonentorpedo zu einer Raumsonde. Dabei assistiert ihm seine Kollegin Jenna D'Sora, zu der er ein freundschaftliches Verhältnis pflegt. Die beiden unterhalten sich über Jennas kürzlich beendete Beziehung und Data hält es für seine Pflicht, sie daran zu erinnern, dass sie die Trennung für die richtige Entscheidung gehalten hat. Etwas später gehören beide zu einem Quintett, das ein Musikstück vorführt. Jenna ist mit ihrer Leistung unzufrieden, doch Data lobt sie.
Die Sonde liefert vielversprechende Daten und es wird beschlossen, einen Planeten innerhalb des Nebels genauer zu untersuchen. Data bereitet eine weitere Sonde vor und wieder hilft ihm Jenna dabei. Sie redet davon, dass sie bislang immer Pech in der Liebe hatte und wünschte, dass sie schon früher jemanden wie Data getroffen hätte. Bevor sie geht, gibt sie ihm einen Kuss. Unterdessen kommt es auf der Enterprise zu einigen kleinen Zwischenfällen, bei denen Gegenstände auf unerklärliche Weise von Tischen fallen.
Jennas Kuss lässt Data verwundert zurück und er sucht Rat bei verschiedenen Kollegen. Er spricht einige problematische Themen an, etwa seine Unfähigkeit, Gefühle zu empfinden oder Jennas erst kürzlich beendete letzte Beziehung. Dennoch lässt er sich ermutigen, eine Romanze mit ihr zu wagen. Data besucht sie und schenkt ihr Blumen. Er erzählt ihr, dass er extra für sie ein romantisches Unterprogramm geschrieben hat, was Jenna sehr gefällt. Später erwidert sie seinen Besuch und macht ihm ein Geschenk. Da er gerade mit Malen beschäftigt ist, meint sie, sie wolle ihn nicht stören, muss ihm dann aber doch erklären, dass das nicht wörtlich gemeint war und er doch lieber seine ganze Aufmerksamkeit seiner Freundin widmen solle, wenn sie ihn besucht.
Die rätselhaften Vorfälle werden derweil schlimmer. Als das Schiff sich den Koordinaten des Planeten nähert, ist dieser verschwunden, nur um kurz darauf plötzlich wieder zu erscheinen. In der Beobachtungslounge der Enterprise kommt es zu einem kurzzeitigen Druckabfall. Data stellt eine unbekannte Anomalie fest.
Später treffen sich Data und Jenna erneut. Data ist sehr bemüht, einen liebenden Partner zu imitieren, doch allmählich kommen Jenna erste Zweifel, ob die bloße Imitation von Gefühlen auf Dauer gut gehen wird. Als sie dies anspricht, bricht Data einen „Streit unter Liebenden“ von Zaun, weil er dies für eine angemessene Reaktion hält. Jenna findet das zwar irgendwie süß, aber auch irritierend.
Die Anomalien werden stärker und entwickeln sich zunehmend zu einer Gefahr für das Schiff. Der Warp-Antrieb lässt sich nicht mehr benutzen und bei einer Inspektionstour wird eine Ingenieurin getötet, als unter ihr kurz der Boden verschwindet und sie darin stecken bleibt. Data und Chefingenieur La Forge finden heraus, dass die dunkle Materie des Nebels Raumverzerrungen verursacht. Wenn ein Teil des Schiffs eine solche Verzerrung berührt, verschwindet er zeitweilig aus dem normalen Raum. Leider können die Schiffssensoren die Raumverzerrungen nicht schnell genug entdecken, um an ihnen vorbeizumanövrieren. Daher wird beschlossen, dass ein Shuttle der Enterprise vorausfliegen und sie aus der Gefahr herauslotsen soll. Captain Picard will das Shuttle selbst fliegen. Dieser Plan funktioniert zunächst, doch dann gerät das Shuttle in eine äußerst dichte Ansammlung von Anomalien. Picard verliert die Kontrolle und muss herausgebeamt werden, bevor das Shuttle explodiert. Die Enterprise hat jedoch fast den Rand des Nebels erreicht und kann sich auch ohne Lotsen in Sicherheit bringen.
Jenna ist zu einer Entscheidung gelangt. Sie hat sich von einem Mann getrennt, der keine Emotionen zeigen konnte, und sich dann in einen Androiden verliebt, der gar nicht fähig ist, Emotionen zu empfinden. Sie hält das für einen großen Fehler und beschließt daher, ihre Beziehung zu beenden. Äußerlich unberührt zeigt Data Verständnis für diese Entscheidung und kündigt an, sein romantisches Unterprogramm zu löschen. Als Jenna sein Quartier verlässt, wendet Data seine Aufmerksamkeit seiner Katze Spot zu.

## Verbindungen zu anderen Star-Trek-Produktionen
Data erwähnt in dieser Folge, dass die Fenster der Enterprise aus transparentem Aluminium bestehen. Dieses Material wurde erstmals im Spielfilm Star Trek IV: Zurück in die Gegenwart aus dem Jahr 1986 erwähnt.

## Produktion

### Drehbuch
Die Folge wurde inspiriert von der großen Menge an Fanpost, die Leonard Nimoy für seine Darstellung von Spock in der Originalserie Raumschiff Enterprise erhalten hatte. Autor Ronald D. Moore fand es faszinierend, dass sehr viele weibliche Fans diese emotional sehr distanziert gespielte Figur offenbar äußerst anziehend fanden. Die Figur des Data war recht ähnlich angelegt wie Spock, doch im Gegensatz zu ihm unterdrückt er seine Emotionen nicht, sondern ist gänzlich unfähig, Emotionen zu empfinden. Moore fand es reizvoll, herauszufinden, wie sich eine solche Person in einer Liebesbeziehung verhalten würde.
Moore schrieb das Drehbuch gemeinsam mit Joe Menosky. Beide wollten ursprünglich eine reine Charakterstudie über Data erzählen. Die Serie war aber so angelegt, dass jede Folge ein Science-Fiction-Element aufweisen musste, weshalb sie noch eine Nebenhandlung um die Subraumanomalie erfanden.

### Regie
Picard-Darsteller Patrick Stewart gab in dieser Folge sein Regie-Debüt. Nach Jonathan Frakes war er damit der zweite Hauptdarsteller der Serie, der auch als Regisseur tätig wurde.

### Kulissen
Dies ist die einzige Folge der Serie, in der das Innere einer Torpedoabschussrampe der Enterprise zu sehen ist.

### Musik
Bei dem im „Zehn Vorne“ aufgeführten Musikstück handelt es sich um den dritten Satz des Blasquintetts Nr. 2 in Es-Dur Op. 88 von Anton Reicha.
Als Data Jennas Quartier aufräumt, singt er das Lied Che Gelida Manina aus der Oper La Bohème von Giacomo Puccini.

## Rezeption
Keith DeCandido bewertete Datas erste Liebe 2012 auf tor.com als eine ziemlich schlechte Folge von Raumschiff Enterprise – Das nächste Jahrhundert. Er empfand die Liebesgeschichte zwischen Data und Jenna D'Sora als eine weitgehende Wiederholung der Romanze zwischen Wesley Crusher und Salia aus Folge 2.10 (Die Thronfolgerin), der jedoch die Gravitas der Vorlage fehle. Auch wenn es beabsichtigt war, dass die Beziehung eher unbeholfen wirken soll, fand DeCandido sie dennoch schlecht inszeniert und mit Klischees der 1950er Jahre überladen. Die Nebenhandlung fand er geringfügig besser, doch auch hier zeigte er Schwächen auf. So fand er es unglaubwürdig, dass Picard darauf besteht, das Shuttle zu fliegen, obwohl es auf einem Schiff mit 1000 Mann Besatzung zahlreiche bessere Piloten geben sollte.
Kayleena Pierce-Bohen führte Datas erste Liebe 2019 auf screenrant.com in einer Liste der zehn lustigsten Folgen von Raumschiff Enterprise – Das nächste Jahrhundert auf Platz 5.
Guy Desmarais führte Datas erste Liebe 2018 auf thegamer.com in einer Liste der 25 gruseligsten Star-Trek-Folgen auf Platz 4.

## Parodien und Anspielungen
Die Folge 2.06 (Ein fröhlicher Refrain) der Science-Fiction-Serie The Orville basiert auf der gleichen Grundidee wie Datas erste Liebe. Der auf der Orville dienende Android Isaac beginnt hier ebenfalls eine Beziehung mit einem weiblichen Besatzungsmitglied (Dr. Claire Finn).